# جراحة وهمية
الجراحة الوهمية هي عملية احتيال طبية زائفة يخلق فيها الممارسون وهم إجراء عملية جراحية بأيديهم العارية ويلجؤون إلى الخداع واستخدام الدم المزيف وأجزاء من الحيوانات لإقناع المريض أنهم أزالوا الآفات المريضة وأن الشق الجراحي شُفي تلقائيًا.
تصف لجنة التجارة الفيدرالية الأمريكية الجراحة الوهمية بأنها «خدعة كاملة». قد تسبب الجراحة الوهمية حدوث وفاة غير ضرورية بإبعاد المرضى عن الرعاية الطبية اللازمة لإنقاذ حياتهم. يصنفها الأطباء والمشككون على أنها مهارة حركية دقيقة وأي نتائج إيجابية لها هي من أثر العلاج الوهمي.
ظهرت الجراحة الوهمية لأول مرة في المجتمعات الروحية في الفلبين والبرازيل في منتصف القرن العشرين. اتخذت هذه الجراحة مسارات مختلفة في هذين البلدين.

## الإجراء
رغم أن الجراحة الوهمية تختلف حسب المنطقة والشخص الممارس، فهي عادةً ما تتبع بعض الأساليب الشائعة نفسها. دون استخدام أداة جراحية، يضغط الممارس بأطراف أصابعه على جلد المريض/ة في المنطقة المراد علاجها. يبدو الأمر وكأن يدي الممارس تخترقان جسم المريض بشكل غير مؤلم ويبدو الدم وكأنه يتدفق. يُظهر الممارس بعد ذلك مادة عضوية أو أجسام غريبة تبدو وكأنها مأخوذة من جسم المريض، ثم ينظف المنطقة، ثم ينهي العملية مع عدم ظهور أي جروح أو ندوب على جلد المريض.
لا تنطوي معظم الحالات على جراحة فعلية رغم أن بعض الممارسين يُحدثون شقوقًا حقيقية. في مناطق العالم التي يسود فيها الإيمان بالأرواح الشريرة، يعرض الممارسون أحيانًا أشياء، مثل الزجاج، قائلين إن الأجسام الغريبة وُضعت في جسم المريض من قبل الأرواح الشريرة.

## التاريخ
بدأت الجراحة الوهمية بالظهور في المجتمعات الروحية في الفلبين والبرازيل في منتصف القرن العشرين. دوّن المستكشف في القرن السادس عشر، ألفار نونييث كابيثا دي فاكا، سجلًا منسوبًا إليه من قبل الأمريكيين الأصليين، عن شخصية ملتحية تعرف باسم «مالا كوسا» (الشيء الشرير) الذي يحتجز الشخص، ويشق بطنه باستخدام سكين من الصوان، ويزيل جزءًا من أحشائه، ثم يحرقه في النار. عندما ينتهي، ينغلق الشق تلقائيًا.

## النقد الطبي والقانوني
في عام 1975، أعلنت لجنة التجارة الفيدرالية أن «الجراحة الوهمية ليست سوى خدعة كاملة». أعلن القاضي دانييل إتش. هانسكوم، عندما منح لجنة التجارة الفيدرالية أمرًا قضائيًا بمنع وكالات السفر التي تروج لجولات الجراحة الوهمية، أن: «الجراحة الوهمية هي تزييف كامل وبحت. «العمليات الجراحية» التي يؤديها الجراحون الوهميون ... بأيديهم العارية هي ببساطة زائفة».

في عام 1975 ذكرت لجنة التجارة الفيدرالية:
تبين أن «الجراحة الوهمية» مزيفة تمامًا. لا يُفتح الجسم، ولا تُجرى «جراحة» بالأيدي العارية أو بأي شيء آخر، ولا يُزال أي شيء من الجسم. «العملية» برمتها هي عملية احتيال فاضحة تُرتكب بواسطة مهارة حركية دقيقة وخدع وأجهزة متشابهة.
في عام 1990، ذكرت جمعية السرطان الأمريكية أنها «لم تجد أي دليل على أن» الجراحة الوهمية «تنتج أي فائدة في علاج أي حالة طبية»، وحثت الأفراد المرضى بشدة على عدم التماس العلاج من ممارسي الجراحة الوهمية.
وكالة السرطان في كولومبيا البريطانية «تحث الأفراد المرضى بشدة على عدم التماس العلاج من ممارسي الجراحة الوهمية.»
رغم عدم وجود خطر مباشر على المريض، قد يحمل الاعتقاد بوجود الفوائد المزعومة للجراحة الوهمية مخاطر كبيرة على لأفراد الذين يعانون من حالات طبية مشخصة، فقد يؤخرون أو يتخلون عن المساعدة الطبية التقليدية، وقد ينتج عن ذلك آثار مميتة.

## اتهامات بالتزوير
بحث الطبيب ويليام نولين في الجراحة الوهمية وكشف كتابه «الشفاء: طبيب يبحث عن معجزة (1974)» عن العديد من قضايا الاحتيال. كُشف عدة مرات عن عمليات احتيال توني أغباوا، وهو جراح وهمي شهير. يقول الساحر المسرحي جيمس راندي إن الجراحة الوهمية خدعة تتطلب مهارة حركية دقيقة. قال إنه في الملاحظات الشخصية للإجراء، وفي الأفلام التي تعرض مثل هذه الإجراءات، يمكنه كشف المهارة الحركية الدقيقة التي تبدو واضحة للسحرة المسرحيين، لكنها قد تخدع مراقبًا عاديًا. مثّل راندي مشهد الجراحة الوهمية بنفسه باستخدام مهارة حركية دقيقة. حقق الساحر المحترف ميلبورن كريستوفر مع الجراحين الوهميين أثناء العمل، ولاحظ المهارة الحركية الدقيقة. أثناء حلقة بعنوان «ساكر» من برنامج مايندفريك الذي عرض على قناة إيه أند أي، أدى الساحر كريس إينجل «جراحة وهمية»، وأظهر كيفية إجراءها مباشرةً (استخدم دم مزيف وأكياس بلاستيكية وكبد دجاج).
قال راندي إن المعالج يلفّ أو يقرص الجلد في المنطقة المراد علاجها. عندما تصل يده المسطحة تحت لفافة الجلد، يبدو الأمر وكأن الممارس يدخل يديه في جسم المريض فعلًا. يكون المعالج قد حضر مسبقًا حبيبات صغيرة أو أكياس من أحشاء الحيوانات التي يخبئها في يده أو تحت الطاولة بحيث يسهل الوصول إليها. تحاكي هذه المادة العضوية الأنسجة «العليلة» التي يدعي المعالج أنه يحاول إزالتها. إذا أراد المعالج محاكاة النزيف، قد يضغط على كيس مملوء بدم حيوان أو إسفنجة مشربة. إذا أتم الممارس هذه الخطوات بشكل صحيح، قد يخدع الإجراء المرضى والمراقبين. مع ذلك، توجد بعض إجراءات «الجراحة الوهمية» التي لا تعتمد فقط على «المهارة الحركية الدقيقة» الموصوفة، إذ يوجد بعض «الجراحين» البرازيليين الذين يشقون جلد المرضى بمشرط غير معقّم لزيادة الوهم.
كتب جون تايلور أنه لا توجد جراحة وهمية حقيقية إذ غالبًا ما يُكشف الاحتيال في جميع هذه العمليات. يستخدم الممارسون تقنيات المهارة الحركية الدقيقة لإنتاج الدم أو السوائل الشبيهة بالدم، أو الأنسجة الحيوانية أو البدائل، و/أو أجسام غريبة مختلفة من ثنايا جلد المريض كجزء من حيلة الائتمان للحصول على فائدة مالية.

كتب الكاتب العلمي تيرينس هاينز:
عند بدء «العملية»، يبدو أن اليد تدخل بطن المريض. يتحقق ذلك من خلال خلق انطباع في البطن عن طريق الضغط على الأصابع وثنيها ببطء ضمن قبضة —وبالتالي يبدو أن الأصابع تتحرك في البطن، لكنها ببساطة مخفية وراء اليد. يمكن للدم الذي يخفي الحركة الحقيقية للأصابع ويضفي الدراما على الإجراءات أن يأتي من مصدرين. إحداهما إبهام مزيف، يوضع فوق الإبهام الحقيقي ويُملئ بسائل أحمر. يعد هذا الإبهام المزيف أداة شائعة الاستخدام من قبل السحرة. يمكن أيضًا تمرير الدم إلى الجراح في بالونات حمراء مخبأة في القطن الذي يستخدمه الجراح الوهمي، ويُمرر القطن ومحتوياته المخفية إليه بواسطة «مساعد». يمكن أيضًا تمرير أجزاء «الورم» إلى الجراح الوهمي بهذه الطريقة، أو إخفائها في الإبهام المزيف... وتبين أن المادة التي تحاكي «الورم» هي أمعاء دجاج أو بقايا حيوانات مماثلة. يكون الدم إما دم حيواني أو صباغ أحمر.
قدم اثنان من «الجراحين الوهميين» شهادة في محاكمة لجنة التجارة الفيدرالية تدلي بأنه، على حد علمهم، المادة العضوية التي يتبين أنها أُزيلت من المرضى تتكون عادةً من أنسجة حيوانية ودم متخثر.